# Thambach (Reichertsheim)
Thambach ist ein Gemeindeteil der Gemeinde Reichertsheim im oberbayerischen Landkreis Mühldorf am Inn.

## Lage
Das Kirchdorf Thambach liegt 2 Kilometer südwestlich von Reichertsheim nordwestlich der Bundesstraße 12 und lässt sich von dieser über eine 0,5 Kilometer lange Straße erreichen.

## Denkmalgeschützte Gebäude
In Thambach sind folgende drei Gebäude in die Liste der Baudenkmäler in Reichertsheim eingetragen:

### Thambach 2
Der Gutsgasthof (Thambach 2) ist ein zweigeschossiger stattlicher Flachsatteldachbau mit Kniestock und Fassadenmalereien. Er stammt aus der Zeit um 1760, ist im Kern aber älter.
Der Gutsgasthof ist bekannt für seinen Leonharditanz, der z. B. im November 2017 von den Aktiven des Trachtenvereins Reichertsheim unter dem Motto „ganzes Wirtshaus voll Musik“ veranstaltet wurde.

### Thambach 4

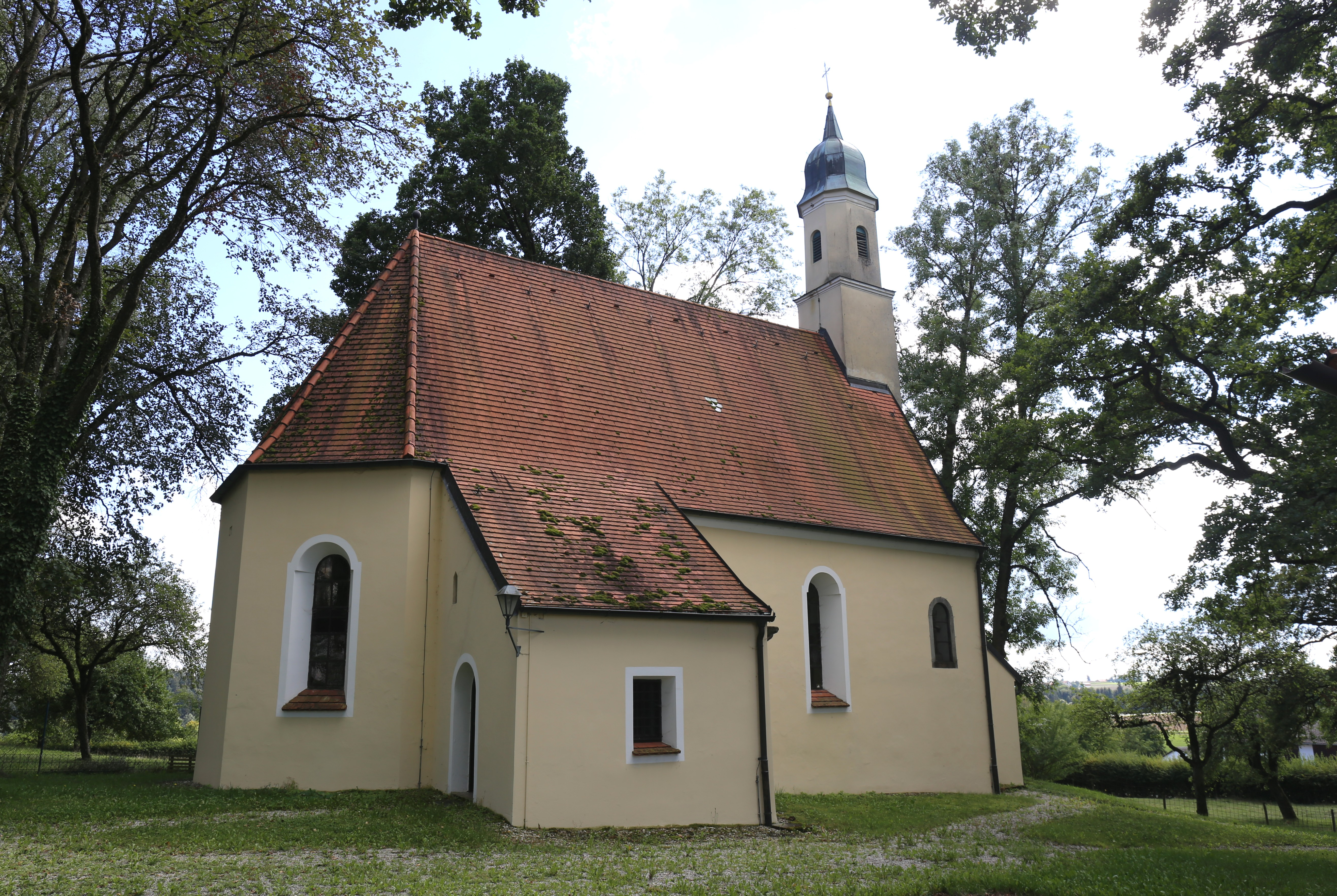
Thambach 4, Filialkirche St. Georg

Die katholische Filialkirche (St. Georg) ist ein kleiner Saalbau mit leicht eingezogenem Polygonalchor und Dachreiter. Sie wurde 1486 erbaut und 1770 barockisiert.
Die Kirche in Thambach war eine Nebenkirche der Pfarrkirche in Reichertsheim. Außerdem gab es die Filialkirchen in Riedbach (Filiale des Pfarrers), in Oberornau (Hauptfilialkirche des Kooperators) und Hofgiebing (ebenfalls Filiale des Kooperators). Es gab also vier Filialkirchen, in denen der Pfarrer unter Mithilfe eines Kooperators (oder Exkursors) predigte und seelsorgerisch betreute. Für die Betreuung der Gottesdienste waren daher zwei Priester notwendig:
Der eine war der Pfarrer, der in Reichertsheim im Pfarrhof wohnte, und der andere der Kooperator, meist ein Pater des Klosters Au am Inn, der jedes Mal eigens zu den Gottesdiensten an die betreffenden Orte anreisen musste. In der Zeit um 1630 gab es eine Gottesdienstordnung, laut der Reichertsheim an allen Sonntagen Gottesdienst hatte, Oberornau nur am dritten Sonntag des Monats und Riedbach und Hofgiebing nur am vierten Sonntag. Nach dem Dreißigjährigen Krieg gab es vom ersten bis dritten Sonntag in Reichertsheim und Oberornau jeweils einen Sonntagsgottesdienst und an den vierten Sonntagen in Riedbach und Hofgiebing. Nach der Säkularisation 1803 setzte die Regierung zwei ehemalige Chorherren von Au als Pfarrer und Kooperator ein. Der Pfarrer betreute Reichertsheim, Riedbach und Thambach, und Kooperator kümmerte sich um Oberornau und Hofgiebing.

### Thambach 6
Die Villa (Thambach 6) ist ein dreigeschossiger Walmdachbau mit Eingangsrisalit, gartenseitiger Freitreppe und Kastenerker sowie Putzgliederung. Sie stammt aus der Zeit um 1920, als sie anstelle des vormaligen Herrensitzes errichtet wurde, und steht in einer zugehörigen kleinen Parkanlage, die kurz nach Fertigstellung des Gebäudes angelegt wurde.
In der Nähe der Kirche und der Villa stehen außerdem zwei als Naturdenkmal (Nr. ND-01477) ausgewiesene Stieleichen.

## Bevölkerungsentwicklung
In Thambach gab es 1871 insgesamt 52 Einwohner. In den 1950er-Jahren stieg die Einwohnerzahl auf 65 an. Im Mai 1987 lebten dort wieder 52 Einwohner in ää Wohngebäuden.
| Jahr      | 1871 | 1925 | 1950 | 1970 | 1987 |
| Einwohner | 52   | 50   | 65   | 29   | 52   |